# Proceratium lunatum
Proceratium lunatum är en myrart som beskrevs av Terron 1981. Proceratium lunatum ingår i släktet Proceratium och familjen myror. Inga underarter finns listade i Catalogue of Life.